# Büstedt
Büstedt ist ein zu Wahrstedt gehörender Wohnplatz in der Gemeinde Velpke im Landkreis Helmstedt in Niedersachsen.

## Geografie und Verkehrsanbindung
Büstedt liegt im äußersten Osten von Niedersachsen, nur wenige hundert Meter von der Landesgrenze nach Sachsen-Anhalt entfernt, in rund 65 bis 70 Meter Höhe über dem Meeresspiegel. Östlich von Büstedt fließt die Aller, das Gebiet um Büstedt wird zum Helmstedter Holzland im Ostbraunschweigischen Flachland des Weser-Aller-Flachlandes gezählt.
Landstraßen führen von Büstedt aus im Osten nach Oebisfelde, im Süden nach Bahrdorf und im Westen nach Wahrstedt. Früher verlief die Bundesstraße 188 durch Büstedt, bis 2010 eine Umgehungsstraße eröffnet wurde, die nördlich von Büstedt parallel zur Bahnstrecke Berlin–Lehrte verläuft. Die nächstliegenden Autobahnanschlussstellen sind Helmstedt-West (A 2) und Wolfsburg-West (A 39) in jeweils rund 20 Kilometer Entfernung.
Busse der Verkehrsbetriebe Bachstein fahren von Büstedt bis nach Oebisfelde, wo sich der nächstgelegene Bahnhof befindet. Ferner bis zum Wolfsburger Hauptbahnhof und bis in das Volkswagenwerk Wolfsburg.

## Geschichte
In der Gemarkung des wüst gefallenen Dorfes Büstedt wurde im 15. Jahrhundert ein Rittergut errichtet. 1474 erhielt Geveke von Bodenteich das Rittergut, 1488 wurde es der in Oebisfelde ansässigen Familie von Bülow übertragen. 1629 veräußerte die Familie von Bülow Büstedt an die Familie von Spiegel.
Von 1695 bis 1705 wurde das heutige Gutshaus erbaut, ein zweigeschossiger Massivbau im Stil des Barock, der von einem Walmdach abgeschlossen wird.
Später wechselten die Besitzer mehrfach, so kam Büstedt 1763 in den Besitz des Generalmajors Carl Hartwig von Bibow († 1766) und durch Erbfolge 1781 an Hans Georg Gottfried von Plessen.
Büstedt war noch um 1800 Sitz eines Adligen Gerichts, das auch Velpke und Wahrstedt umfasste und in der Franzosenzeit aufgehoben wurde. Da kam Büstedt von 1807 bis 1813 zum Kanton Bahrdorf im Distrikt Helmstedt, im Departement der Oker des Königreiches Westphalen.
1896 erwarb Paul Rimpau aus Kunrau, ein Sohn von Theodor Hermann Rimpau, das Gut. Nachkommen seiner Nichte besitzen das Gut bis heute.
Von 1945 an lag Büstedt an der Innerdeutschen Grenze. Dadurch wurde Büstedt auch von seiner bisherigen Stromversorgung abgeschnitten, so dass von der Schaltstation Papenrode aus eine Leitung bis nach Büstedt verlängert wurde. Im Mai 1952 schloss die DDR den Grenzübergang Büstedt–Oebisfelde für den Straßenverkehr. Am 1. Juli 1972 wurde Wahrstedt mit seinem Wohnplatz Büstedt in die Gemeinde Velpke eingegliedert. Am 26. November 1989 wurde die Innerdeutsche Grenze zwischen Büstedt und Oebisfelde geöffnet, 2006 wurde die Brücke über der Aller neu erbaut. Seit Dezember 2012 ist in Büstedt eine von der elbe bioenergie GmbH aus Stendal geplante Biogasanlage in Betrieb. Auch ein Hofladen wird auf dem Gut Büstedt betrieben.

## Ansichten

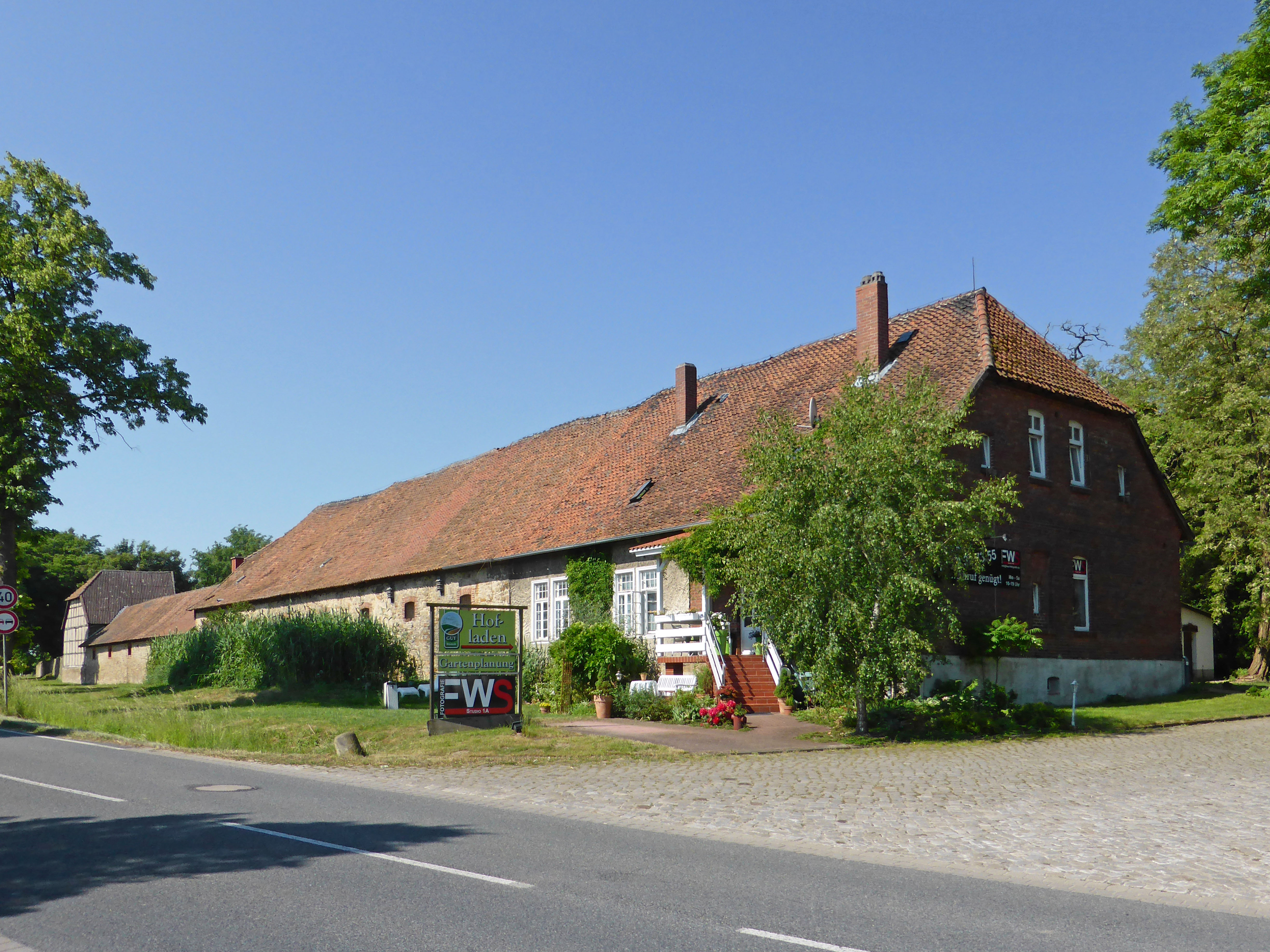
Nebengebäude des Gutes
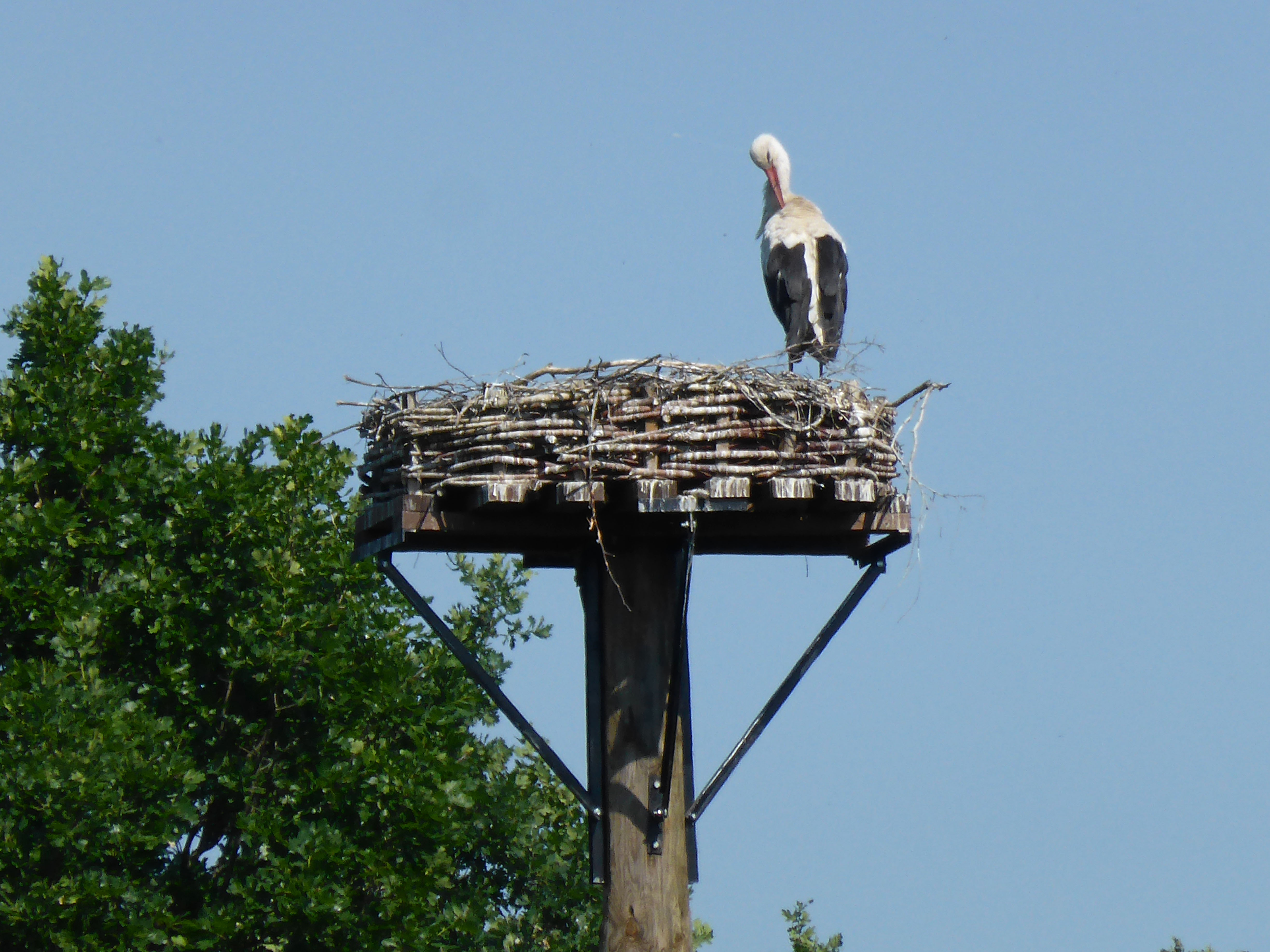
Storchennest
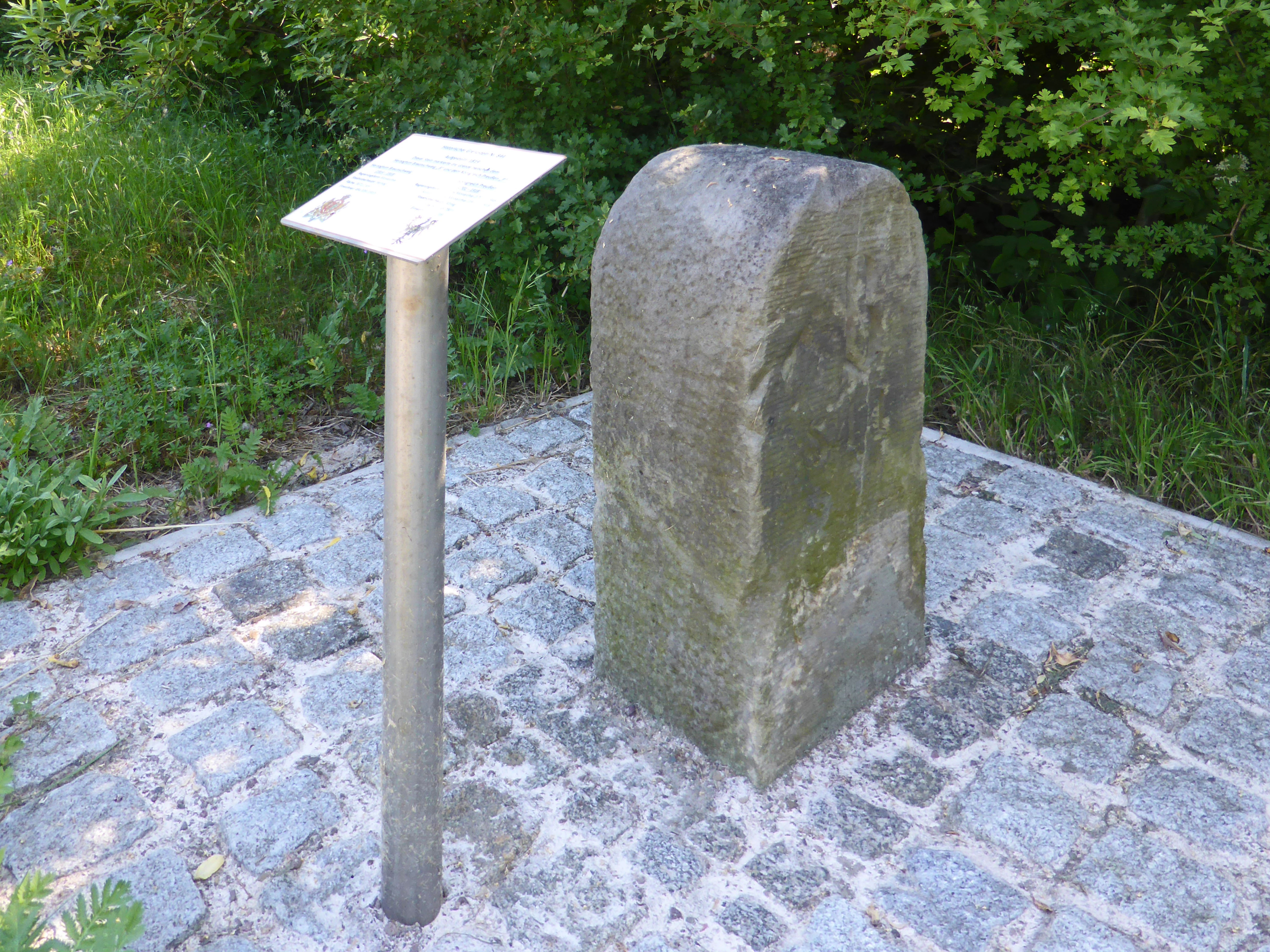
Grenzstein zwischen dem Herzogtum Braunschweig und dem Königreich Preußen bei Büstedt
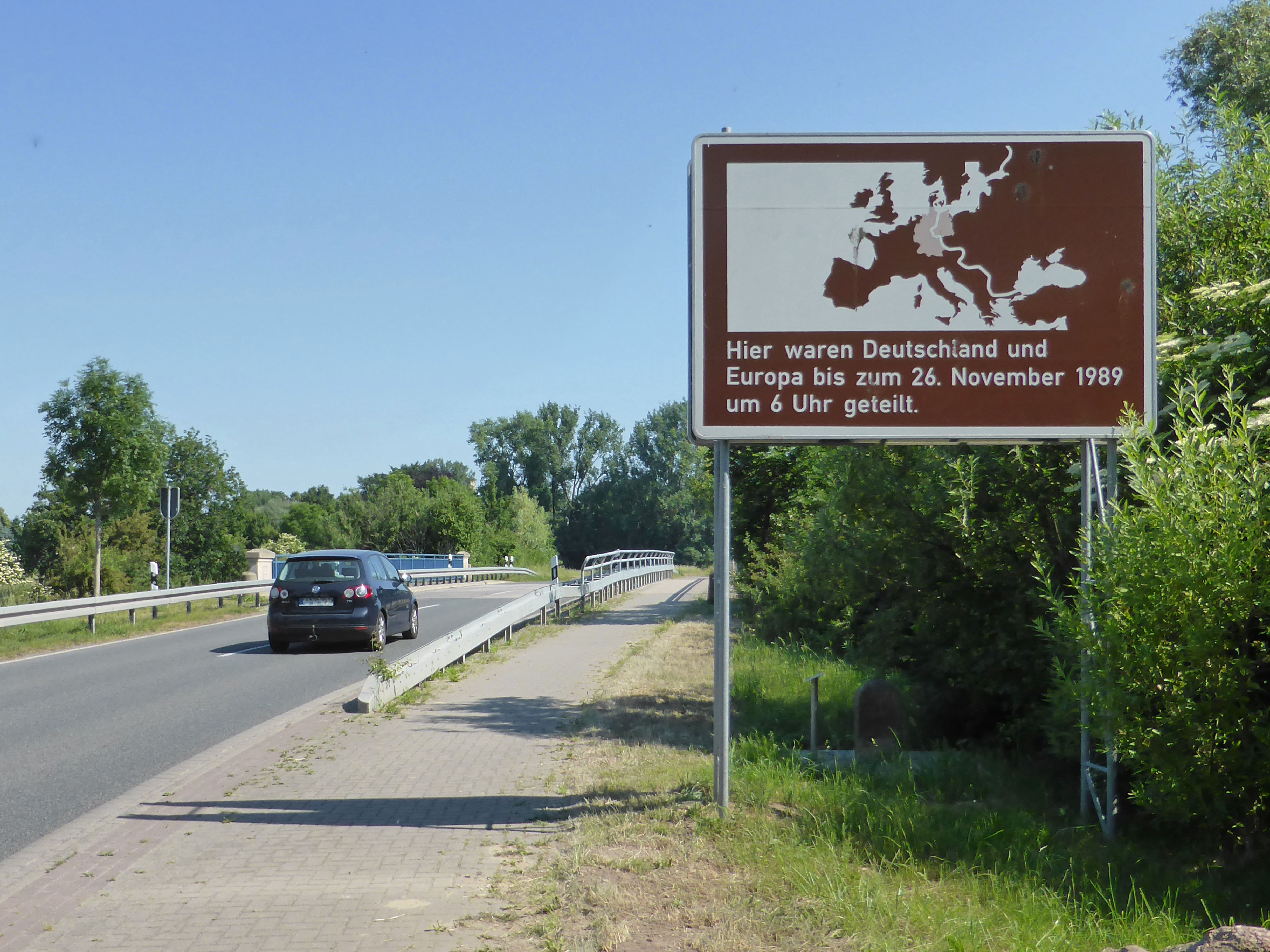
Allerbrücke
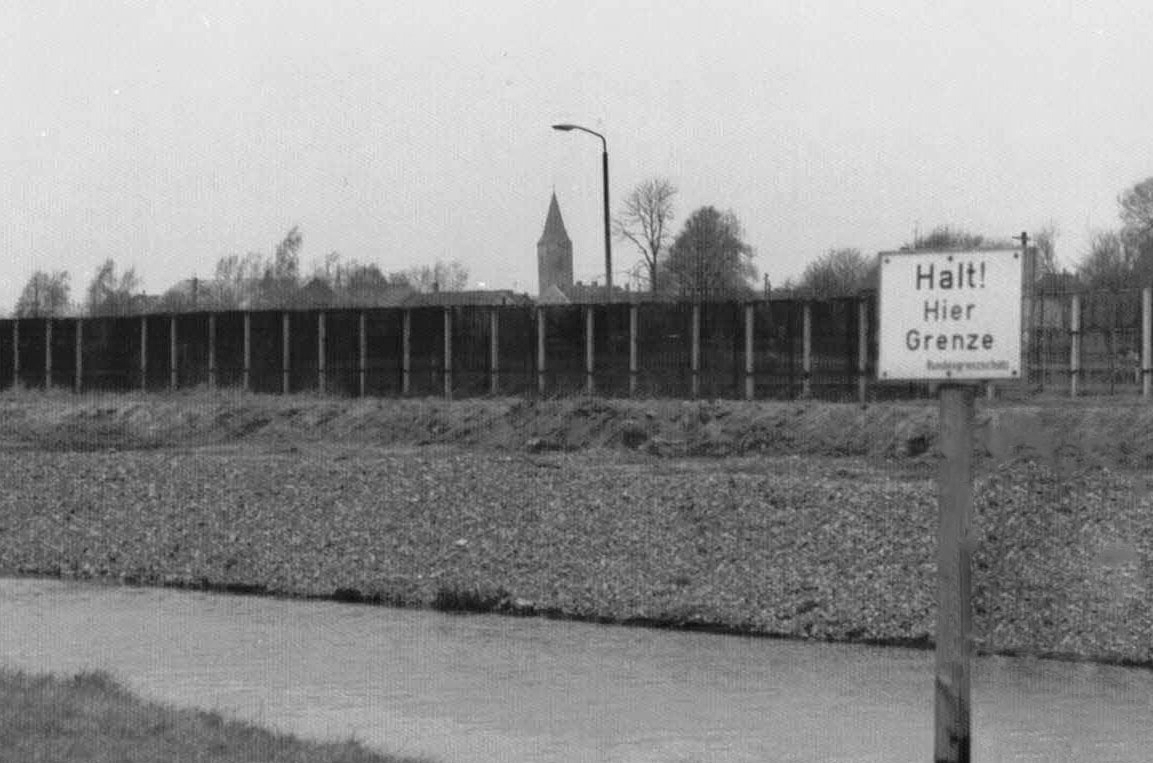
Blick von Büstedt nach Oebisfelde, im Vordergrund die DDR-Grenze und die Aller, um 1978